# Fête des vieux gréements
La Fête des vieux gréements est une fête maritime qui se déroule au port de Paimpol (Côtes-d'Armor)

## Historique et description
Cette fête se déroule tous les deux ans en alternance avec le Festival du chant de marin.
Cet évènement maritime accueille de nombreux vieux gréements à quai et propose de nombreuses animations (scènes musicales, animations, expositions, visite de bateaux et sortie en mer,...) 

## Les éditions

### Édition 2024
Elle se déroulera du 23 au 25 août 2024 au coeur du port de Paimpol.
Quelques bateaux présents  :

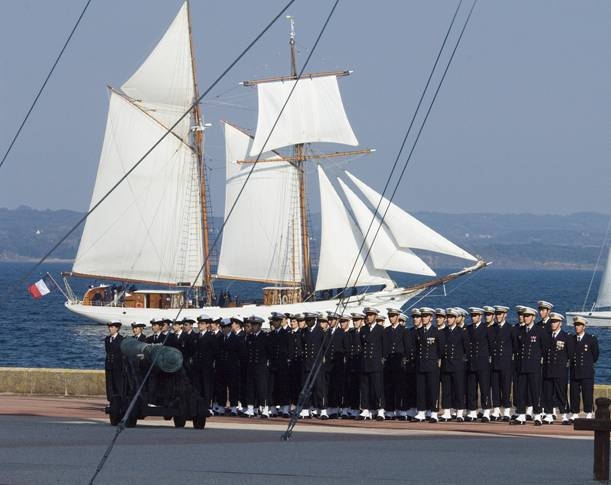
l'Étoile

- Biche, thonier-dundee de 1934 BIP  France
- Enez Koalen, sloop à corne de 1989 BIP  France
- Étoile, goélette à hunier de 1932 (Marine nationale)
- Étoile Molène, thonier-dundee de 1954 (BIP)  France
- Étoile du Roy,  trois-mâts carré de 1997  France
- La Cancalaise, bisquine de 1987 (BIP)  France
- La Granvillaise, bisquine de 1990 (BIP)  France
- Marie-Fernand, cotre de 1894  Classé MH (1986)  France
- Nébuleuse, dundee de 1949 (BIP)  France
- Pauline, lougre de 1991 (BIP)  France
- Sainte Jeanne, cotre, 1994 (BIP)  France